# Promozione Liguria 1978-1979
Nella stagione 1978-1979 la Promozione era sesto livello del calcio italiano (il massimo livello regionale). Qui vi sono le statistiche relative al campionato in Liguria.
Il campionato è strutturato in vari gironi all'italiana su base regionale, gestiti dai Comitati Regionali di competenza. Promozioni alla categoria superiore e retrocessioni in quella inferiore non erano sempre omogenee; erano quantificate all'inizio del campionato dal Comitato Regionale secondo le direttive stabilite dalla Lega Nazionale Dilettanti, ma flessibili, in relazione al numero delle società retrocesse dal Campionato Interregionale e perciò, a seconda delle varie situazioni regionali, la fine del campionato poteva avere degli spareggi sia di promozione che di retrocessione.

## Girone A

### Squadre Partecipanti
| Squadra                  | Città               |
| ------------------------ | ------------------- |
| S.C. Alassio             | Alassio (SV)        |
| A.S. Andora              | Andora (SV)         |
| U.S. Arenzano            | Arenzano (GE)       |
| S.S. Argentina Arma      | Taggia (IM)         |
| U.S. Corniglianese       | Cornigliano (GE)    |
| U.S. Dianese             | Diano Marina (IM)   |
| U.S. Finale Ligure       | Finale Ligure (SV)  |
| F.C. Giovanile Intemelia | Ventimiglia (IM)    |
| G.S. Levante "C"         | Genova (GE)         |
| U.S. Loanesi             | Loano (SV)          |
| A.S. Ovada               | Ovada (AL)          |
| U.S. Sampierdarenese     | Sampierdarena (GE)  |
| F.S. Sestrese            | Sestri Ponente (GE) |
| F.C. Vado                | Vado Ligure (SV)    |
| F.B.C. Varazze           | Varazze (SV)        |
| U.S. Ventimigliese       | Ventimiglia (IM)    |

### Classifica finale
|  | Pos. | Squadra             | Pt  | G   | V   | N   | P   | GF  | GS  | DR  |
|  | ---- | ------------------- | --- | --- | --- | --- | --- | --- | --- | --- |
|  | 1.   | Sestrese            | 41  | 30  | 17  | 7   | 6   | 45  | 22  | +23 |
|  | 2.   | Levante C           | 41  | 30  | 15  | 11  | 4   | 37  | 18  | +19 |
|  | 3.   | Vado                | 41  | 30  | 16  | 9   | 5   | 48  | 25  | +23 |
|  | 4.   | Varazze             | 39  | 30  | 15  | 9   | 6   | 43  | 25  | +18 |
|  | 5.   | Loanesi             | 36  | 30  | 12  | 12  | 6   | 37  | 28  | +9  |
|  | 6.   | Ovada               | 35  | 30  | 12  | 11  | 7   | 37  | 30  | +7  |
|  | 7.   | Giovanile Intemelia | 30  | 30  | 9   | 12  | 9   | 24  | 29  | -5  |
|  | 8.   | Dianese             | 29  | 30  | 7   | 15  | 8   | 19  | 21  | -2  |
|  | 9.   | Ventimigliese       | 28  | 30  | 8   | 12  | 10  | 21  | 28  | -7  |
|  | 10.  | Alassio             | 27  | 30  | 7   | 13  | 10  | 21  | 25  | -4  |
|  | 10.  | Corniglianese       | 27  | 30  | 7   | 13  | 10  | 20  | 29  | -9  |
|  | 12.  | Finale Ligure       | 26  | 30  | 7   | 12  | 11  | 29  | 35  | -6  |
|  | 13.  | Andora              | 24  | 30  | 8   | 8   | 14  | 23  | 28  | -5  |
|  | 14.  | Sampierdarenese     | 22  | 30  | 8   | 6   | 16  | 36  | 59  | -23 |
|  | 15.  | Argentina           | 21  | 30  | 7   | 7   | 16  | 24  | 35  | -11 |
|  | 16.  | Arenzano            | 13  | 30  | 2   | 9   | 19  | 23  | 53  | -30 |
|  |      |                     | 480 | 480 | 157 | 166 | 157 | 487 | 490 | 0   |

Verdetti
- Spareggi per il primo posto in classifica:
  - a Genova Pontedecimo il 27-5-79: Sestrese-Levante C 0-0;
  - a Savona il 30-5-79: Levante C-Vado 2-0;
  - a Savona il 2-6-79: Sestrese-Vado 1-0

Classifica:
Sestrese 3, Levante C 3, Vado 0
- Spareggio
  - a Genova il 6-6-79: Sestrese-Levante C 2-1

- La Sestrese è ammessa alla finale per la promozione in Serie D.

## Girone B

### Squadre Partecipanti
| Squadra                   | Città                        | Stadio                   |
| ------------------------- | ---------------------------- | ------------------------ |
| G.S. Borgoratti Lanegatti | Borgoratti (GE)              |                          |
| U.S. Busallese            | Busalla (GE)                 |                          |
| U.S. Don Bosco            | Sampierdarena (GE)           |                          |
| A.C. Fivizzanese          | Fivizzano (MS)               |                          |
| U.S. Lunense Castelnovese | Castelnuovo Magra (SP)       |                          |
| S.C. Molassana Boero      | Molassana (GE)               |                          |
| F.C. Molicciara           | Castelnuovo Magra (SP)       |                          |
| C.S. Monterosso al Mare   | Monterosso al Mare (SP)      |                          |
| U.S. Ortonovese           | Ortonovo (SP)                |                          |
| G.S. Pernod Quarto        | Quarto dei Mille (GE)        |                          |
| A.C. Rapallo Ruentes      | Rapallo (GE)                 |                          |
| S.C. Riva Trigoso         | Sestri Levante (GE)          |                          |
| U.S. Rivarolese           | Rivarolo Ligure (GE)         |                          |
| A.C. Sammargheritese      | Santa Margherita Ligure (GE) | Stadio Eugenio Broccardi |
| U.S. Sarzanese            | Sarzana (SP)                 |                          |
| U.S. Valdellora           | La Spezia (SP)               |                          |

### Classifica finale
|  | Pos. | Squadra              | Pt  | G   | V   | N   | P   | GF  | GS  | DR  |
|  | ---- | -------------------- | --- | --- | --- | --- | --- | --- | --- | --- |
|  | 1.   | Sarzanese            | 45  | 30  | 19  | 7   | 4   | 53  | 19  | +34 |
|  | 2.   | Sammargheritese      | 44  | 30  | 17  | 10  | 3   | 43  | 23  | +20 |
|  | 3.   | Pernod Quarto        | 39  | 30  | 16  | 7   | 7   | 42  | 27  | +15 |
|  | 4.   | Lunense Castelnovese | 34  | 30  | 11  | 12  | 7   | 36  | 30  | +6  |
|  | 5.   | Rapallo Ruentes      | 31  | 30  | 10  | 11  | 9   | 31  | 30  | +1  |
|  | 6.   | Molassana Boero      | 30  | 30  | 12  | 6   | 12  | 26  | 29  | -3  |
|  | 7.   | Busallese            | 29  | 30  | 10  | 9   | 11  | 41  | 39  | +2  |
|  | 8.   | Don Bosco            | 29  | 30  | 7   | 15  | 8   | 27  | 30  | -3  |
|  | 9.   | Valdellora           | 28  | 30  | 9   | 10  | 11  | 28  | 34  | -6  |
|  | 10.  | Fivizzanese          | 27  | 30  | 8   | 11  | 11  | 24  | 38  | -14 |
|  | 11.  | Rivarolese           | 27  | 30  | 7   | 13  | 10  | 32  | 34  | -2  |
|  | 12.  | Monterosso al Mare   | 26  | 30  | 7   | 12  | 11  | 34  | 39  | -5  |
|  | 13.  | Riva Trigoso         | 26  | 30  | 7   | 12  | 11  | 24  | 28  | -4  |
|  | 14.  | Borgoratti           | 24  | 30  | 6   | 12  | 12  | 33  | 47  | -14 |
|  | 15.  | Molicciara           | 23  | 30  | 6   | 11  | 13  | 22  | 35  | -13 |
|  | 16.  | Ortonovese           | 18  | 30  | 2   | 14  | 14  | 20  | 36  | -16 |
|  |      |                      | 480 | 480 | 154 | 172 | 154 | 516 | 518 | 0   |

- La Sarzanese è ammessa alla finale per la promozione in Serie D.

## Spareggio promozione
- Spareggio per la promozione in Serie D:
  - a Genova Marassi il 10-6-79: Sestrese-Sarzanese 4-3 d.c.r. (0-0 d.t.s.)
- La Sestrese è promossa in Serie D.